# Papua New Guinea National Rugby League
La Papua New Guinea National Rugby League (PNGNRL) è il massimo campionato di rugby a 13 per club in Papua Nuova Guinea.